# Emma de Caunes
Emma de Caunes (Parijs, 9 september 1976) is een Frans actrice. Ze is de dochter van de Franse acteur Antoine de Caunes.

## Filmografie
(onvolledig)
- Le scaphandre et le papillon (2008)
- L'Âge des ténèbres (2007)
- Mr. Bean's Holiday (2007)
- The Science of Sleep (2006)
- Short Order (2005)

## Prijzen
Na haar acteerprestaties in Un frère, won De Caunes de César voor de meest beloftevolle actrice en de beste actrice in 1997 op het Filmfestival van Parijs en was genomineerd voor beste actrice voor de Acteurs à l'Écran-prijs. In 2002 won ze de Romy Schneiderprijs.